# Jan Bols (schrijver)
Jan Bols (Werchter, 9 februari 1842 - Aarschot, 15 januari 1921) was een Vlaamse schrijver, taalkundige en priester.

## Levensloop
Bols was de zoon van een onderwijzer uit Werchter. Van 1866 tot 1876 was hij priester-leraar aan het Sint-Romboutscollege in Mechelen. Op verzoek van zijn bisschop stichtte hij in 1876 het Sint-Jozefscollege in Aarschot, waarvan hij tot 1884 meteen ook de eerste directeur was. Van 1887 tot 1907 was hij pastoor van Alsemberg.
Bols nam in 1885 het initiatief tot oprichting van het tijdschrift Het Belfort. Hij was vanaf 1876 lid van de Zuidnederlandsche Maatschappij voor Taalkunde, vanaf 1887 van de Koninklijke Vlaamse Academie voor Taal- en Letterkunde en vanaf 1912 van de Maatschappij voor Nederlandse Letterkunde te Leiden. In 1913 kreeg hij van de Katholieke Universiteit Leuven een doctoraat honoris causa toegekend.
In zijn geschriften en toespraken ijverde Bols voor een Algemeen Beschaafd Vlaams en trok hij van leer tegen de verfransing, maar evenzeer tegen de hollandisering. Bols was een van de vooraanstaande figuren uit de Vlaamse Beweging. Zijn Nederduitsche bloemlezing is tot ver in de twintigste eeuw op de middelbare scholen gebruikt. Zijn verzameling van oude Vlaamse liederen - waarvan 37 uit zijn geboortedorp Werchter - is van een dusdanig belang dat ze in 1992 opnieuw werd uitgegeven.
Bols verzamelde in zijn werkkamer herinneringen aan prominente Zuid-Nederlandse intellectuelen. Zo koesterde hij de bril van August Snieders, een decoratielintje van Paul Alberdingk Thijm en de gom van Jan Baptist David. Daarbij aansluitend kon de correspondentie van dergelijke vooraanstaande figuren op de aandacht van Bols rekenen. In 1901 leverde hij een eerste publicatie van brieven aan Jacob Kesteloot en Jan Frans Willems af, in 1909 gevolgd door een omvangrijkere uitgave van Brieven aan Jan Frans Willems. Zelf correspondeerde Bols met Guido Gezelle. Zijn briefwisseling wordt, samen met zijn literaire verzameling, bewaard in het Letterenhuis.